# Colm Bairéad
Pour les articles homonymes, voir Bairéad.
Colm Bairéad, né en 1981, est un réalisateur et scénariste irlandais.
Il est connu pour avoir écrit et réalisé le film The Quiet Girl (2022).

## Biographie
Né à Dublin en 1981, Colm Bairéad a grandi en parlant anglais et irlandais à la maison,,.

### Carrière
The Quiet Girl (irlandais : An Cailín Ciúin), le premier long métrage de Bairéad, présenté en première à la 72e Berlinale en 2022 et a été acclamé par la critique,,. Il a adapté le scénario du film, principalement en langue irlandaise, à partir de la nouvelle de 2010 Les Trois Lumières (Foster) de Claire Keegan,. Aux 18e Irish Film and Television Awards, The Quiet Girl a remporté le prix du meilleur film et Bairéad celui du meilleur réalisateur, et il a été nommé pour le meilleur long métrage international à la 95e cérémonie des Oscars aux États-Unis,.

### Influences
Colm Bairéad a participé à l'édition 2022 des sondages cinématographiques Sight & Sound, qui ont lieu tous les 10 ans pour commémorer les plus grands films de tous les temps et les classer par ordre. Les réalisateurs et les critiques donnent leurs dix films préférés de tous les temps pour le sondage ; Bairéad a choisi Vivre (Ikiru, 1952), Citizen Kane (1941), La Vie d'O'Haru femme galante (Saikaku Ichidai Onna, 1952), 2001 : L'Odyssée de l'espace (1968), In the Mood for Love (2000), Ivanovo detstvo (Ivanovo detstvo, 1962), Salvatore Giuliano (1962), L'Esprit de la ruche (1973), Les Affranchis (GoodFellas, 1990) et L'Amateur (Camera Buff, 1979).

### Vie privée
Colm Bairéad est marié à Cleona Ní Chrualaoí (en), qui a produit The Quiet Girl. Ils ont deux enfants.

## Filmographie partielle
| Année | Titre                                 | Remarques                           |
| ----- | ------------------------------------- | ----------------------------------- |
| 2003  | Screwed                               | Court métrage, également scénariste |
| 2005  | Mac an Athar                          | Court métrage, également scénariste |
| 2009  | Finscéal Phaidi                       | Court métrage, également scénariste |
| 2012  | Lorg na gCos : Súil Siar ar Mise Éire | Film documentaire                   |
| 2015  | The Joy                               | Mini-série télévisée                |
| 2016  | Frank O'Connor : Idir Dha Shruth      | Film documentaire                   |
| 2018  | Murdair Mham Trasna                   | Film télévisé, aussi scénariste     |
| 2022  | The Quiet Girl (An Cailín Ciúin)      | Long métrage, également scénariste  |

## Récompenses et distinctions
- (en) Colm Bairéad: Awards, sur l'Internet Movie Database

## Crédit d'auteurs
- (en) Cet article est partiellement ou en totalité issu de l’article de Wikipédia en anglais intitulé « Colm Bairéad » (voir la liste des auteurs).